# Gaius Laelius (consul in 140 v.Chr.)
Gaius Laelius was een politicus van de Romeinse Republiek en vriend van Publius Cornelius Scipio Aemilianus Africanus minor.
Zijn gelijknamige vader was met de Publius Cornelius Scipio Africanus maior bevriend. De zoon ging om met schrijvers (zoals Publius Terentius Afer, tegen het einde van zijn leven ook Gaius Lucilius) en filosofen, wat hem de bijnaam (cognomen) Sapiens ("de Wijze") opleverde (deze vriendenkring wordt meestal de Scipionenkring genoemd). In 147 en 146 v.Chr. was hij tijdens de Derde Punische Oorlog een legatus van zijn vriend Scipio Aemilianus en hielp hem aanmerkelijk met de verovering van Carthago. In 145 v.Chr. was hij praetor en nam in het volgende jaar als propraetor in Hispania deel aan de strijd tegen Viriathus. In 140 v.Chr. werd Laelius consul en bleef in Rome, terwijl zijn collega Quintus Servilius Caepio de oorlog in Hispania overnam. Laelius zou, waarschijnlijk met de goedkeuring van Scipio, tijdens zijn consulaat - of mogelijk reeds tijdens zijn praetuur - hebben geprobeerd het lot van de Italiaanse boeren te verbeteren, maar ontmoette veel weerstand van zijn senatoriale standgenoten, die hem van zijn plannen deden afzien (enkele jaren later werden deze plannen door de volkstribuun Tiberius Sempronius Gracchus terug opgenomen).
Laelius was in de daaropvolgende jaren nog meermaals politiek actief (tijdens de hervormingspoging van Tiberius Sempronius Gracchus aan de kant van diens tegenstanders) en zou in 129 v.Chr. de lijkrede voor Scipio hebben opgesteld. Hij stierf vermoedelijk tussen dit jaar en 123 v.Chr. Een van zijn beide dochters was met Quintus Mucius Scaevola getrouwd.
De vriendschap tussen Laelius en Scipio gold als tot voorbeeld dienend, zodat Marcus Tullius Cicero ze als uitgangspunt voor zijn geschrift Laelius de amicitia ("Laelius over de vriendschap") nam. Laelius is ook een gesprekspartner in andere dialogen van Cicero (o.a. De re publica, De senectute).